# Martina Kuenz
Martina Kuenz (Innsbruck, 1º novembre 1994) è una lottatrice austriaca, specializzata nella lotta libera.

## Palmarès
- Mondiali

Budapest 2018: bronzo nei 72 kg.
- Europei

Kaspijsk 2018: bronzo nei 68 kg.
Bucarest 2019: argento nei 76 kg.